# Tercia pars regni
Tercia pars regni (din limba latină: o treime din regat) sau Ducatus (în limba maghiară: Dukátus) este numele sub care au fost cunoscute teritoriile guvernate temporar de membri ai Dinastiei Arpadiene (duci), separat de autoritatea centrală a monarhului Regatului Ungariei, în secolele al XI-lea și al XII-lea. Simbolul puterii ducale era sabia, în vreme ce simbolul puterii regale era reprezentată de coroană. 

## Origini
Originile sistemului guvernării separate a unor teritorii din cadrul Regatului Ungariei nu sunt încă elucidate și sunt încă subiect de cercetare. 
Unii cercetători consideră că acest sistem a fost o adaptare la nevoile moderne ale statului maghiar a tradițiilor liderilor federațiilor tribale maghiare, care își împuterniceau moștenitorii să conducă unele dintre triburile intrate recent în comunitate. Această practică ar fi devenit mai apoi un model de dezvoltare a unor forme de guvernarea separate, bazate pe criterii teritoriale (de exemplu, guvernarea de cățre Koppány a Somogy). 
Unele cercetări acreditează ideea că practica guvernării separate a unui teritoriu de către moștenitorul coroanei a fost o practică a monarhilor Moraviei Mari. 
Există și opinia conform căreia, instituția Tercia pars regni a fost dezvoltată de regele Andrei I al Ungariei, care l-a desemnat pe fratele său, viitorul rege Béla I, să conducă o treime din regat în 1048.

## Teritorii

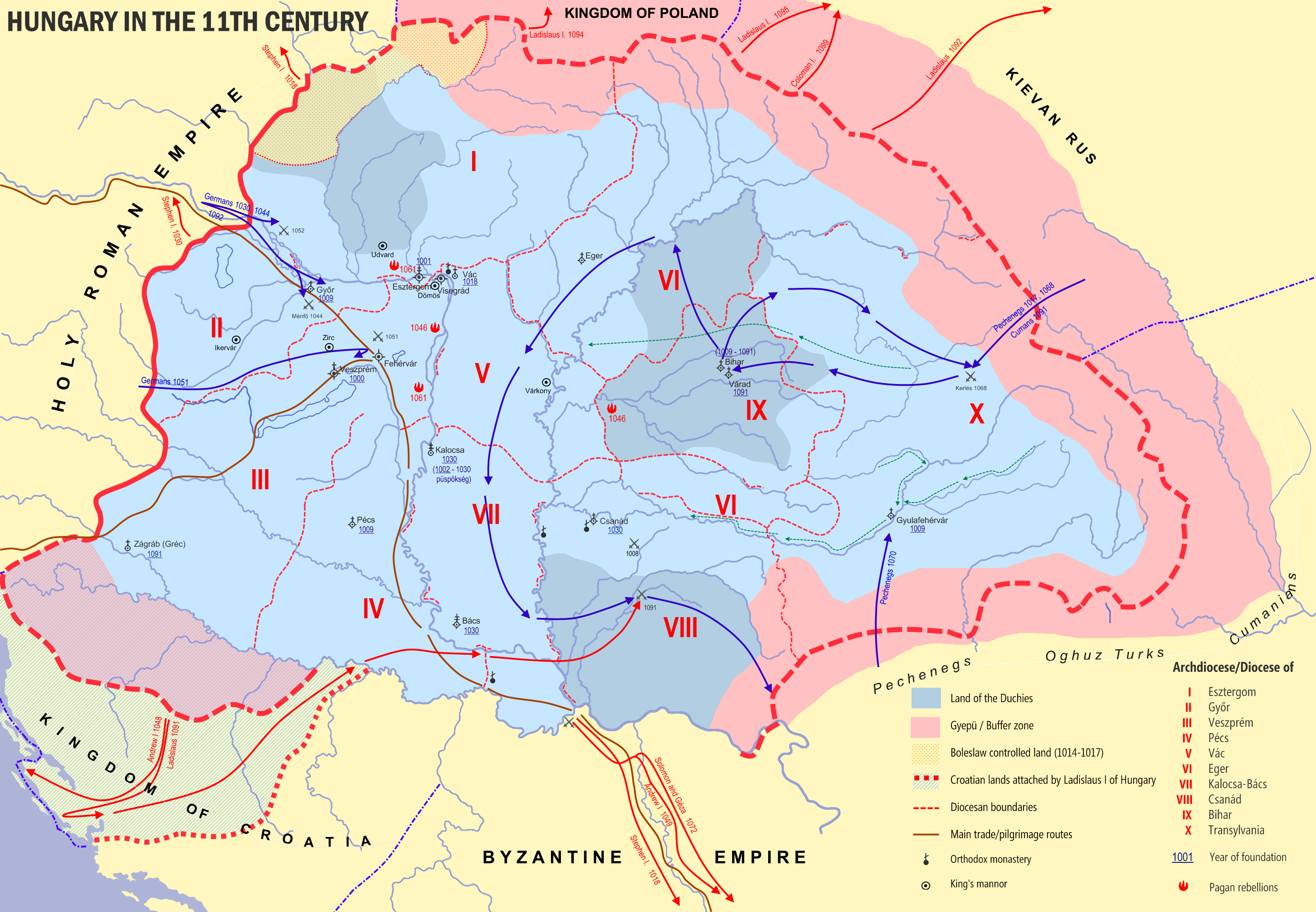
Ungaria în 1102 - Tercia pars regni evidențiat cu albastru închis

Granițele exacte ale Tercia parsi regni nu au fost determinate cu certitudine până acum. Comitatele care au fost desemnate să fie guvernate de membri ai casei regale nu formau o provovincie separată în cadrul regatului, dar erau organizate în jurul a două sau trei mari centre urbane. 
O regiune a Tercia parsi regni a fost localizată în jurul Bihariei, care a fost în acea perioadă și capitala unei dioceze catolice. O altă regiune a fost reprezentată de teritoriile din jurul Nitrei. Exte posibil ca o a treia regiune să fi fost cea din jurul cetății Krasso (distrusă în prima jumătate a secolului al XIII-lea), din apropierea localității Dupljaja din Serbia. 
În secolul al XI-lea, ducii Tercia parsi regni aveai ca principal teren de vânătoare pădurile din Munții Codru-Moma (Erdélyi-Szigethegység) – Apuseni. 

## Istoric
Prima mențiune documentară asupra împărțirii teritoriului regatului între membrii dinastiei domnitoare datează din timpul regelui Andrei I al Ungariei, care în 1048 a cedat o treime din țară drept apanaj fratelui său, Béla I. În momentul împărțirii regatului, Béla era considerat moștenitorul tronului, dar el și-a pierdut acest statut după ce regelui Andrei I i s-a născut un fiu în 1053, Solomon, care a fost încoronat încă din minorat, în 1057. Nașterea lui Solomon a dus la apariția unui conflict între cei doi frați, care a degenerat în cele din urmă în război civil. Războiul civil s-a încheiat în 1060, când Béla și-a învins fratele și a devenit rege. 
La moartea lui Béla în 1063, fii săi Géza, Ladislau și Lampert au fost nevoiți să fugă din regat, deoarece vărul lor, Solomon, a intrat în țară cu trupe plătite de cumnatul său, împăratul Henric al IV-lea. Cei trei frați exilați au primit la rândul lor ajutor militar din partea regelui Poloniei Bolesław al II-lea. Cele două tabere aflate în conflict au ajuns în cele din urmă la un acord pentru evitarea unui nou război civil. Acordul semnat la Győr pe 20 ianuarie 1064 prevedea că cei trei duci – Géza, Ladislaus și Lampert – acceptă domnia vărului lor, Solomon, care le ceda în schimb fostul ducat al tatălui său (Tercia pars regni).
După o perioadă de nouă ani de pace, a izbucnit un nou conflict între rege și duci. Cei trei duci au reușit să câștige controlul asupra celei mai mari părți a țării, iar regele a fost nevoit să fugă din țară. În 1074, Géza a fost proclamat rege, iar Solomon a continuat să controleze câteva comitate apusene. După ce a devenit rege, Géza a confirmat fraților săi poziția de duci ai Tercia pars regni. După moartea lui Géza de pe 25 aprilie 1077, Ladislaua fost proclamat rege și a reușit să îl oblige pe Solomon să îi accepte domnia în 1081. Se poate presupune că pe timpul domniei lui Ladislau, Tercia pars regni a fost guvernată de ducele Lampert, dar nu s-a descoperit încă nicio dovadă în sprijinul acestui fapt. 
Tercia pars regni a reapărut în 1095-1096, când regele Coloman al Ungariei a făcut o înțelegere cu fratele său, Álmos, care avea pretenții la tron după moartea regelui Ladislau. Álmos a devenit astfel noul duce a o treime din regat. În 1105, Álmos s-a răsculat împotriva fratelului său, fiind sprijinit cu trupe de Sfântul Imperiu German și ducatul Poloniei, dar a fost rapid înfrânt. Doi ani mai târziu, Álmos a plecat în pelerinaj în Țara Sfântă, iar regele Coloman, folosindu-se de absența din țară a ducelui, a trecut teritoriile Tercia pars regni sub controlul central al coroanei. 
După ce ducele Álmos s-a reîntors din pelerinaj, a aflat că teritoriile ducatului său au fost încorporate în domeniile coroanei. Ca urmare, el a plecat în exil la curtea împăratului Henric al V-lea. La cererea lui Álmos, împăratul a ordonat atacarea Regatului Ungariei, prima acțiune militară fiind asediul Bratislavei. Regele Coloman s-a aliat în schimb cu ducele Poloniei Bolesław al III-lea, care a atacat Boemia. În noiembrie, împăratul Henric al V-lea a făcut pace cu regele Coloman. După semnarea păcii, lui Álmos i s-a permis să se reîntoarcă la curte, dar el nu și-a mai primit titlul și puterea ducală. La curtă vreme, Coloman a înființat episcopia de Nitra în una dintre capitalele Tercia pars regni.
Ultima reapariție a Tercia pars regni a avut loc în 1162, când regele Ladislau al II-lea, care fusese proclamat rege cu sprijinul împăratului bizantin Manuel I Comnen detronându-l pe Ștefan al III-lea, a oferit teritoriile ducale fratelui său, Ștefan. După moartea lui Ladislaus al II-lea la doar trei săptămâni după încoronare (14 ianuarie 1163), ducele Ștefan a fost proclamat rege, iar teritoriile ducatului au fost în mod definitiv în domeniile coroanei
De-a lungul secolelelor al XIII-lea și al XIV-lea, membri ai caselor domnitoare au primit spre guvernare drept apanaj anumite teritorii, dar Tercia pars regni nu a mai fost niciodată reînființat.

## Duci
Lista ducilor Tercia pars regni:
- Béla (1048–1060)
- Géza (1064–1074)
- Sfântul Ladislaus (1064–1077)
- Lampert (1064- cca. 1095)
- Álmos (1095/1096-1107)
- Ștefan (1162–1163)